# Injektív leképezés

Egy injektív függvény

Egy másik injektív függvény, ami ráképezés is

Egy nem-injektív függvény

A matematikában injekciónak, injektív leképezésnek, egy-egy értelmű leképezésnek vagy kölcsönösen egyértelmű leképezésnek nevezzük azokat a függvényeket, melyek az értelmezési tartomány különböző elemeihez az értékkészlet különböző elemeit rendelik. (Nem tévesztendő össze a kölcsönösen egyértelmű megfeleltetéssel, mely a bijektív függvény.)

## Definíció
Legyen {\displaystyle A,B} tetszőleges halmazok és {\displaystyle f:A\to B} képező leképezés. Akkor mondjuk, hogy {\displaystyle f} injekció, ha
- tetszőleges {\displaystyle a,b\in A} és {\displaystyle f(a)=f(b)} esetén {\displaystyle a=b}.

## Példák
- Az egész számok halmazán értelmezett {\displaystyle f:\mathbf {Z} \to \mathbf {Z} ,a\mapsto 2a} függvény injekció.
- A természetes számok halmazán értelmezett {\displaystyle f:\mathbf {N} \to \mathbf {N} ,a\mapsto a+1} függvény injekció.
- Az egész számok halmazán értelmezett {\displaystyle f:\mathbf {Z} \to \mathbf {Z} ,a\mapsto a+1} függvény injekció.
- Tetszőleges {\displaystyle X} halmazra az {\displaystyle id:X\to X,x\mapsto x} identikus megfeleltetés injektív leképezés.

(Az utolsó két példa, mivel nem csak injekció, hanem egyúttal szürjekció is, ezért bijekció. Az első két példa nem szürjekció.)

## Ellenpéldák
- A valós számok halmazán értelmezett {\displaystyle g:\mathbf {R} \to \mathbf {R} ,g(x)=x^{n}-x} függvény nem injekció, ugyanis , például, {\displaystyle g(0)=g(1)}.

## Az injekció megfordítható
Egy másik definíció az injekcióra az, hogy olyan leképezés, melynek a megfeleltetésként (relációként) vett inverze szintén függvény, bár az így kapott új függvény értelmezési tartománya az eredeti függvény képhalmazának csak egy részhalmaza. (Csak akkor egyezik meg vele, ha a kérdéses függvény egyúttal szürjekció, és ezáltal így bijekció is).

## Lásd még
- Szürjekció
- Bijekció
- Izomorfizmus
- Automorfizmus
- Permutáció